# Asura synestramena
Asura synestramena är en fjärilsart som beskrevs av George Francis Hampson 1900. Asura synestramena ingår i släktet Asura och familjen björnspinnare. Inga underarter finns listade i Catalogue of Life.